# Sinop

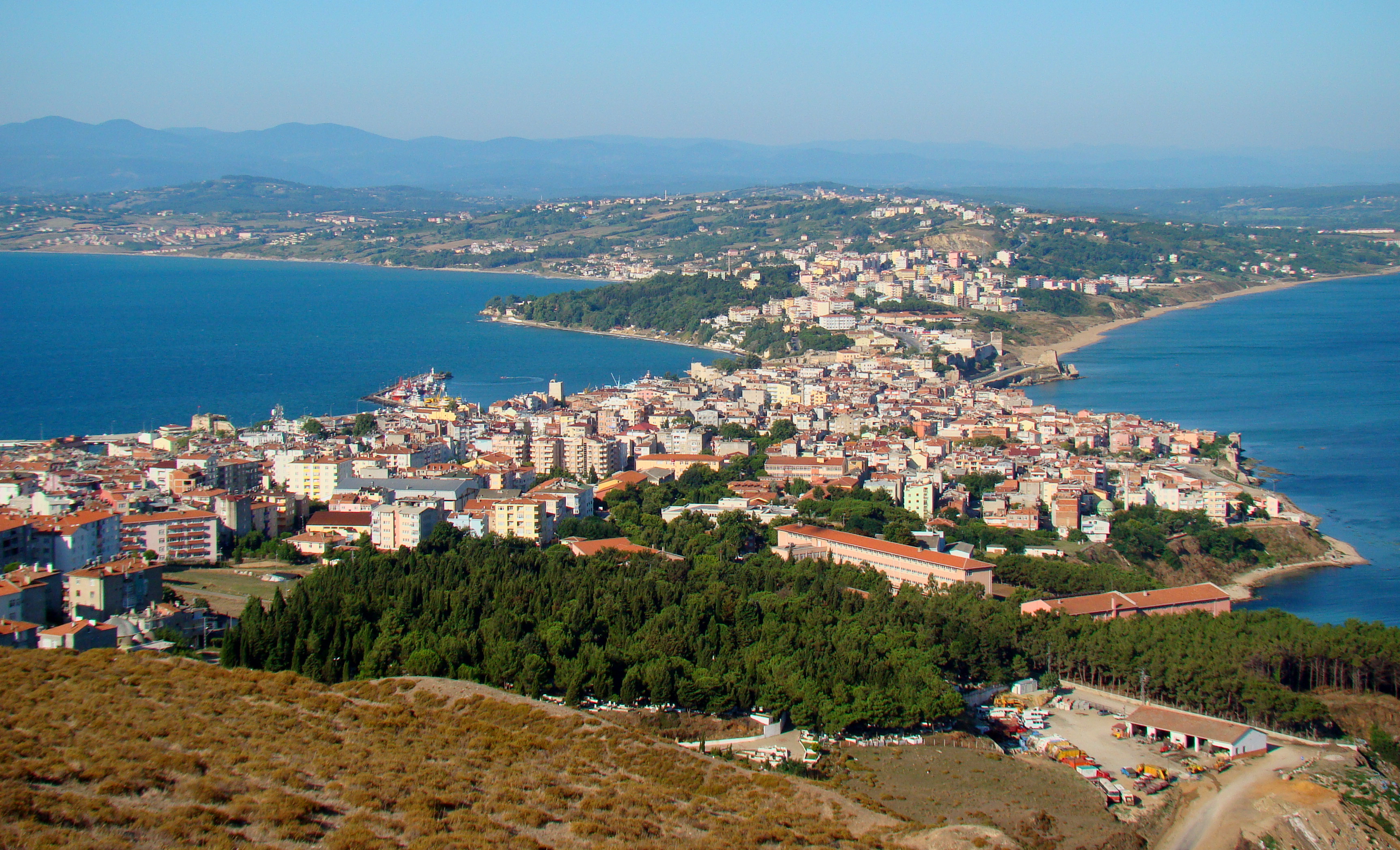
Sinop

Sinop, dříve (řecky) Σινώπη – Sinópé, je přístavní město v dnešním severním Turecku na břehu Černého moře. Bylo založeno v 7. století př. n. l. obyvateli Mílétu v rámci velké řecké kolonizace. Od roku 183 př. n. l. sídelní město pontských králů. V roce 70 př. n. l. bylo dobyto Římany, v roce 47 se stalo římskou kolonií. Bylo střediskem obchodu a také obchodních cest směrem do Mezopotámie.
Město Sinópé je rodištěm řeckého filozofa – kynika Díogena a svaté Heleny ze Sinop.
Ve středověku se z města vyváželo hnědočervené barvivo, kterým se malovaly základy fresek. Dodnes se těmto malbám podle tohoto města říká sinopie.
Bitva u Sinopu bylo námořní střetnutí z 30. listopadu 1853 u Sinopu v severní Anatolii během Krymské války.